# 锡梅伊兹

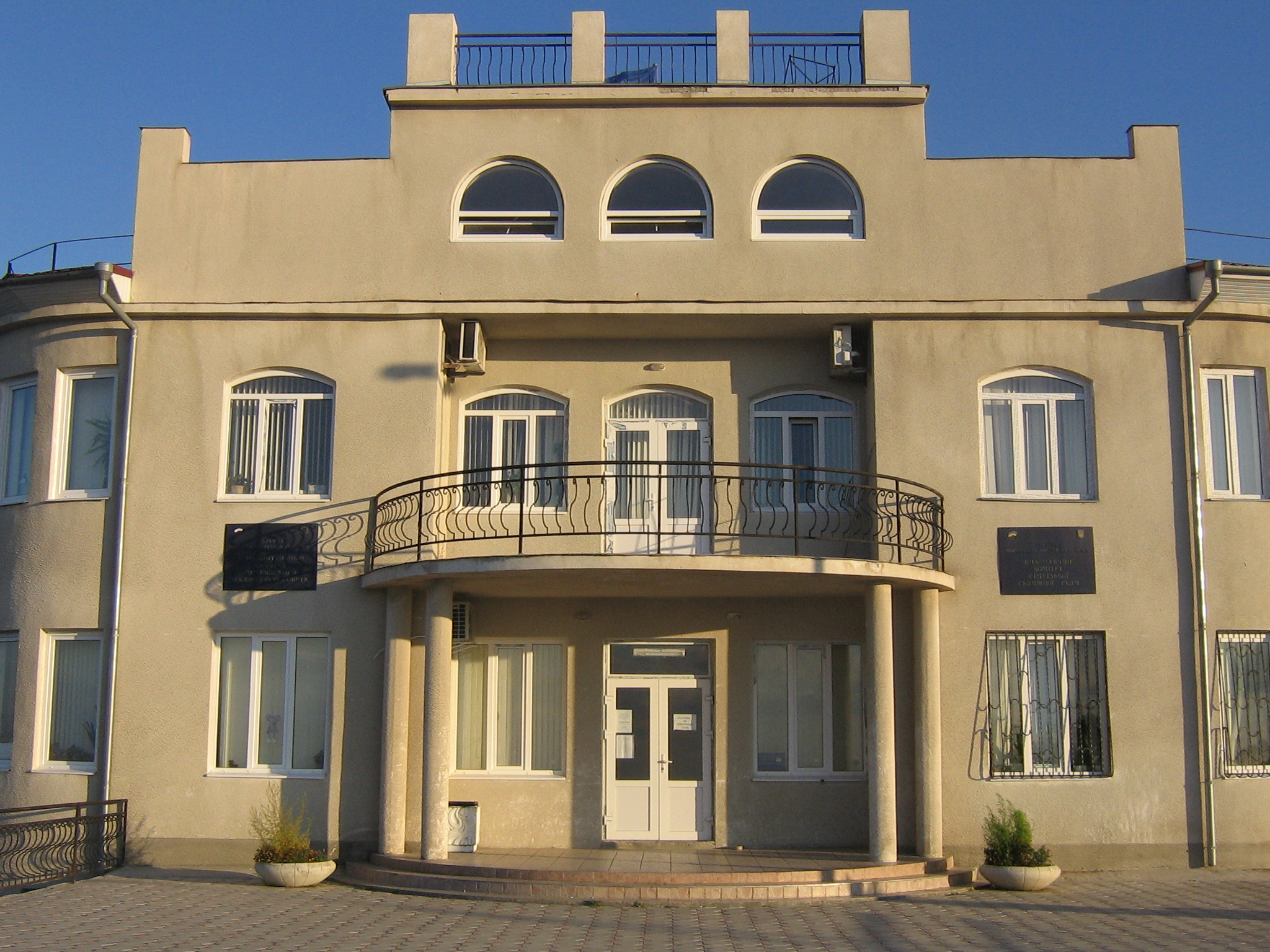
锡梅伊茲镇拉达所在地

锡梅伊茲是乌克兰克里米亚自治共和国雅尔塔区的鎮。2014年被俄羅斯占領，俄方將該定居點劃為克里米亞共和國雅尔塔市议会下辖的市级镇。距離雅爾塔18公里和地區首府辛菲羅波爾103公里，面積1.6平方公里，2011年人口3,950，人口密度每平方公里2,469人。

## 图集

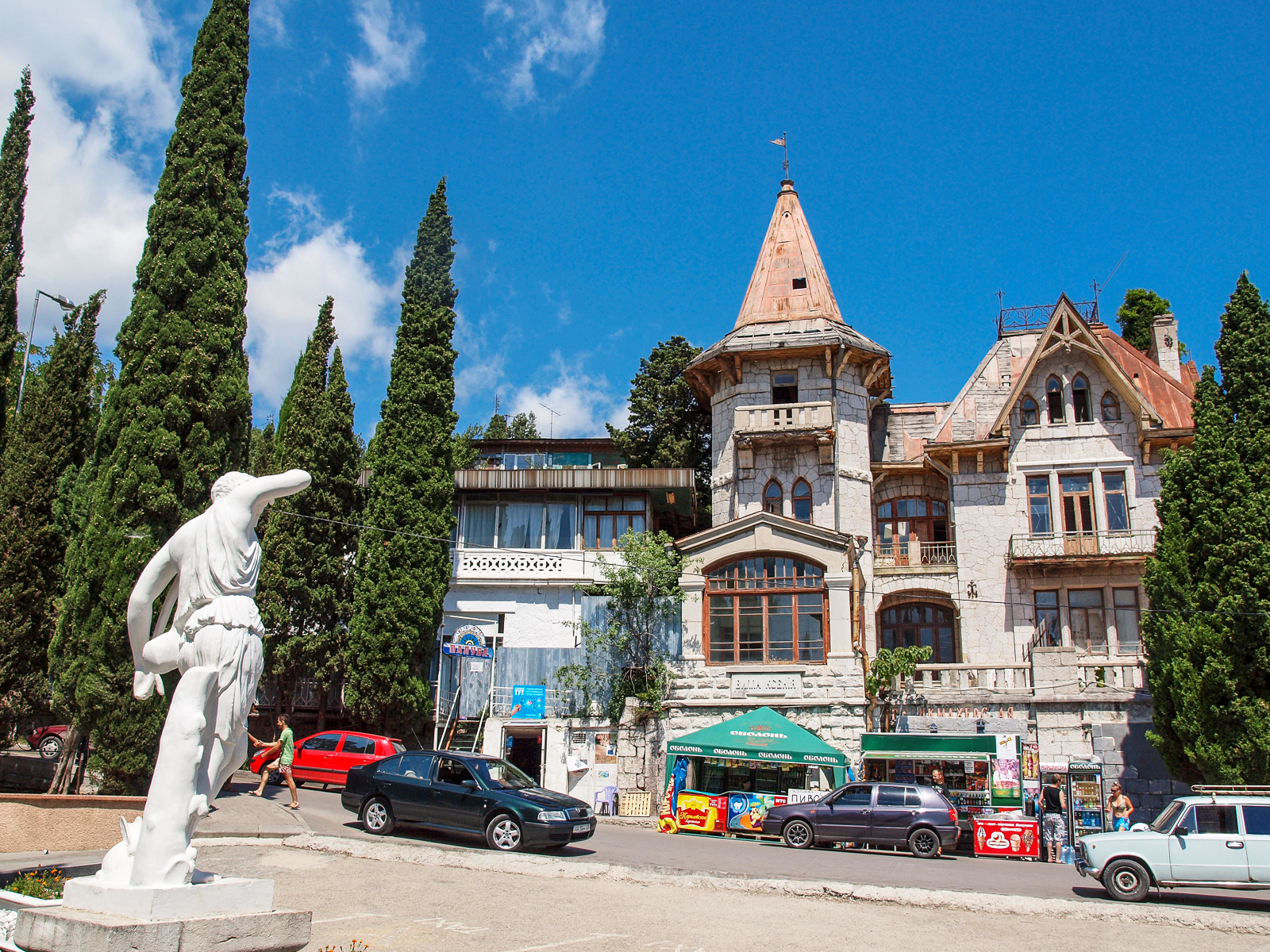
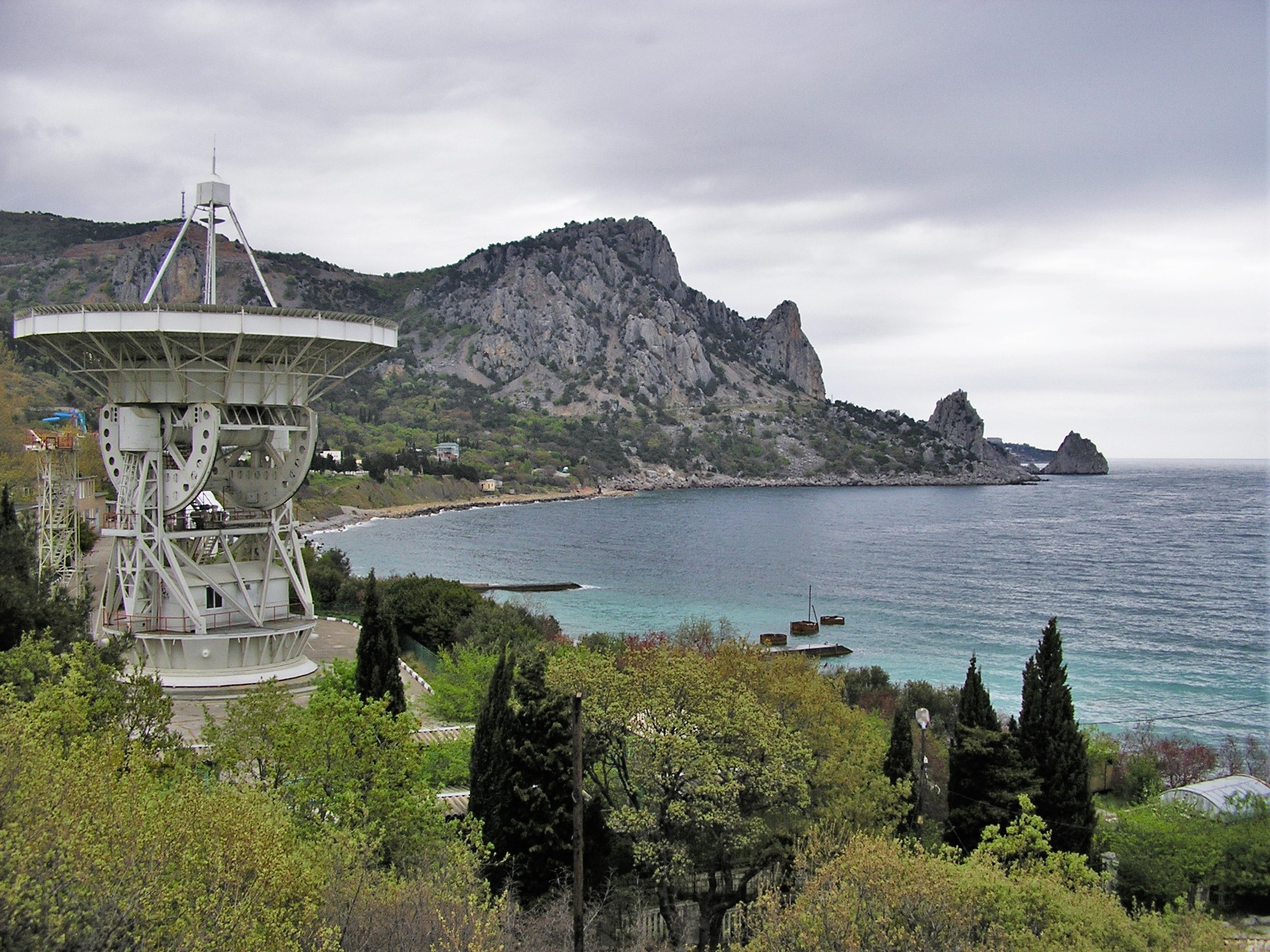
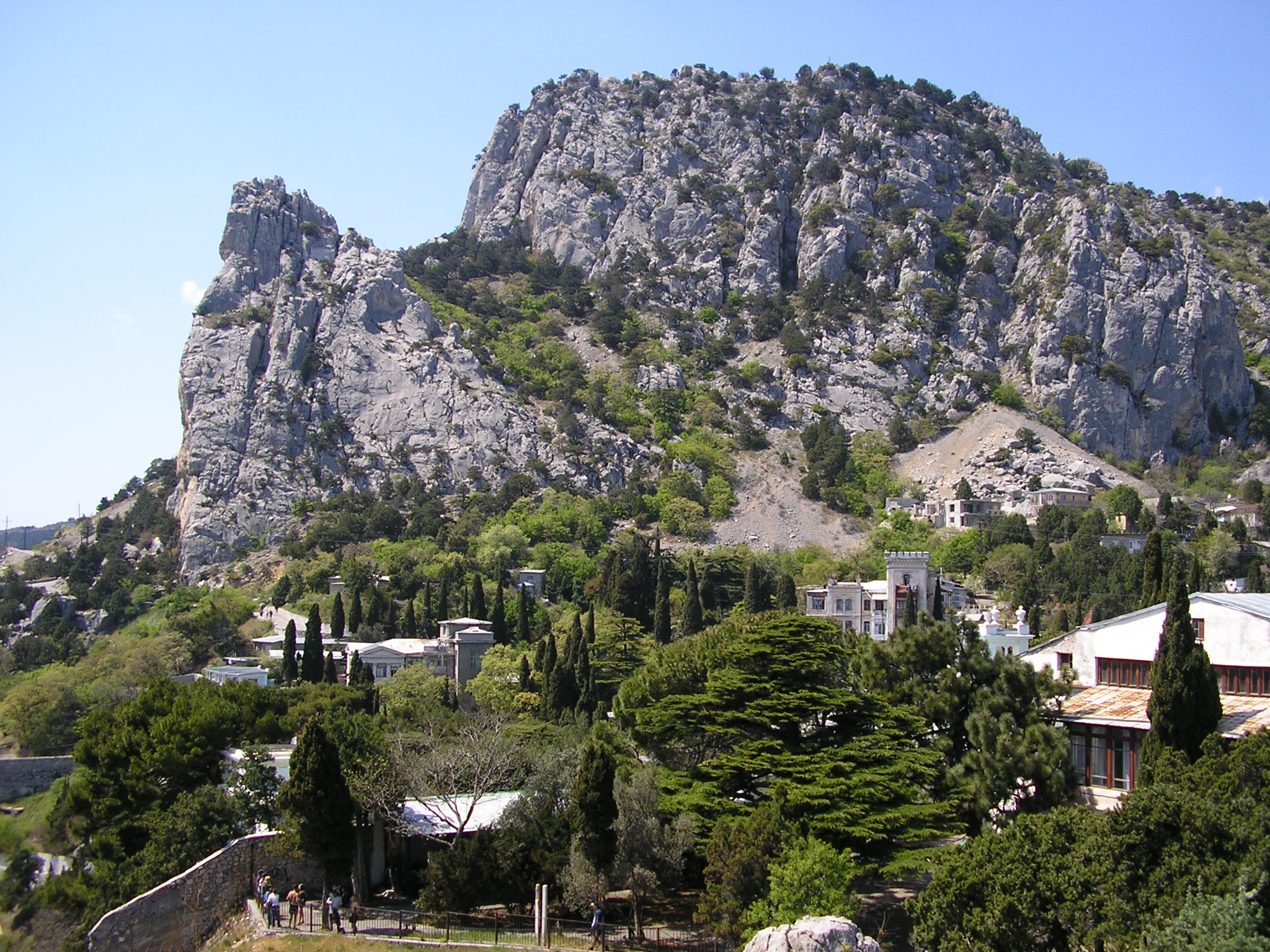
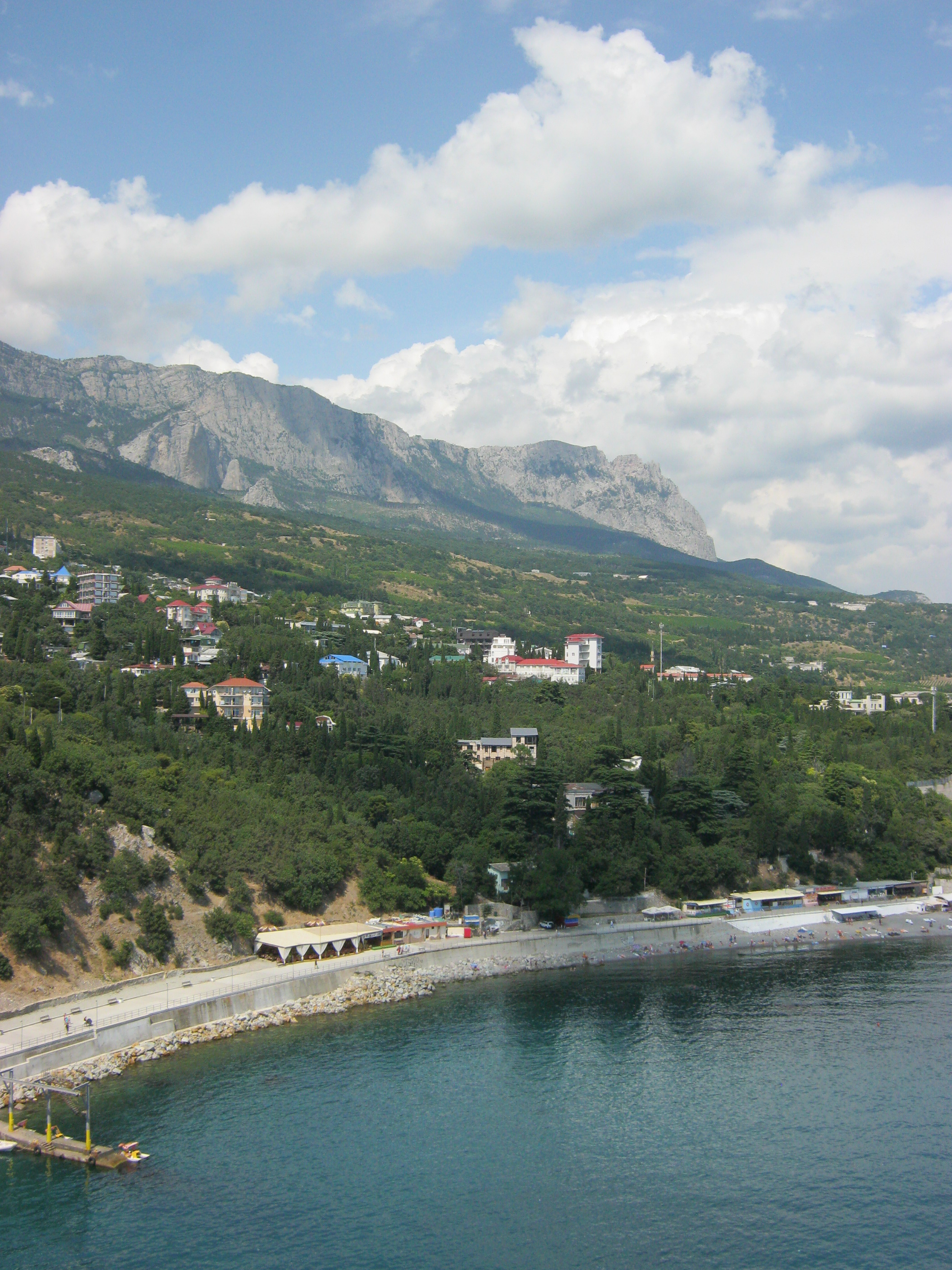
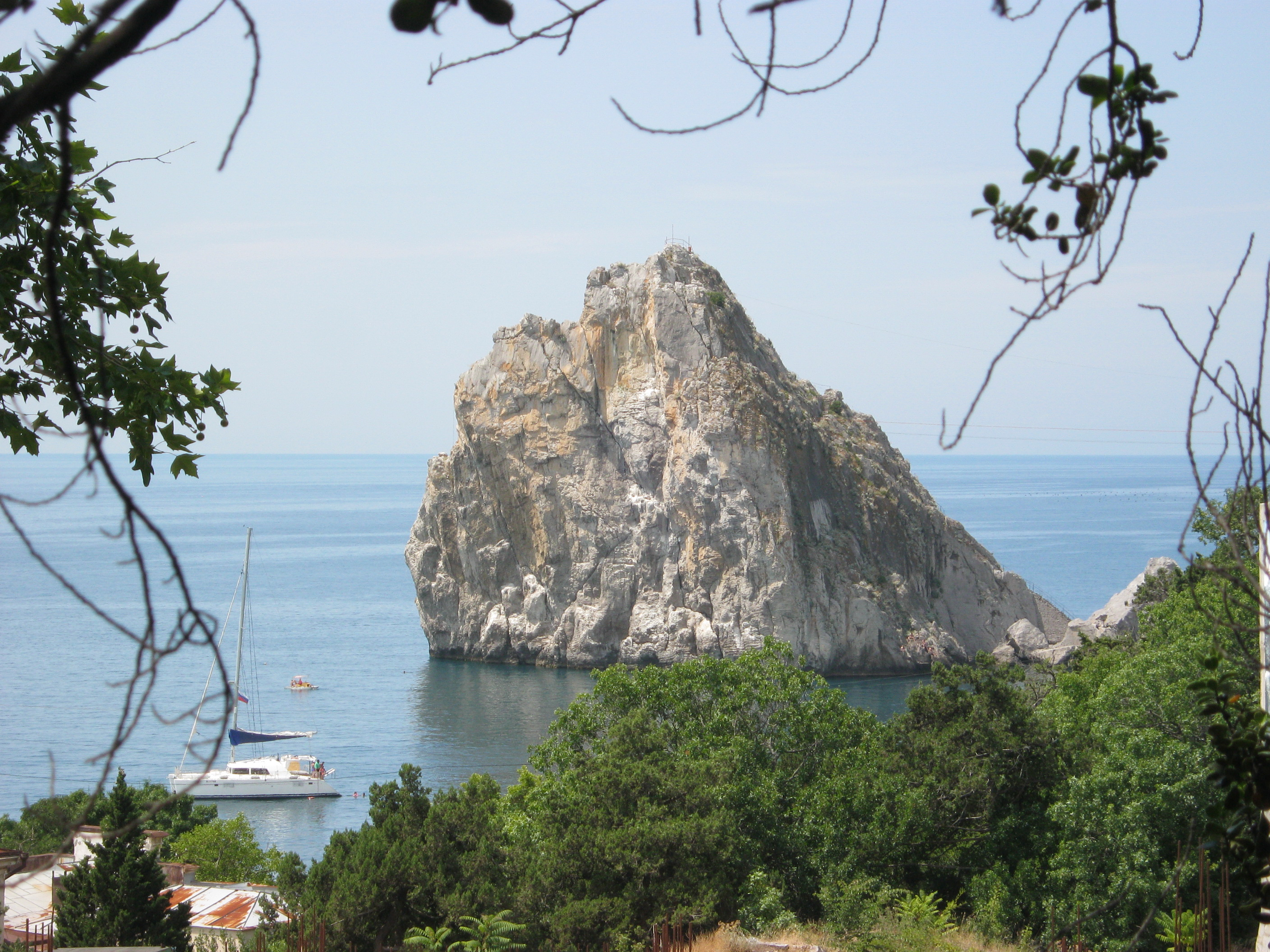